# Mentors
Mentors (auch gelegentlich mit bestimmtem Artikel als The Mentors) ist eine US-amerikanische Thrash-Metal- und Punk-Band aus Seattle, die vor allem durch ihre derben Texte für Aufsehen sorgt.

## Geschichte
Die Mentors wurden 1977 von den Highschool-Freunden Eric Carlson, Steve Broy und Eldon Hoke, besser bekannt unter ihren Künstlernamen „Sickie Wifebeater“, „(Dr.) Heathen Scum“ und „El Duce“, gegründet. Ihren Musikstil entlehnten sie der gerade beginnenden Punk-Welle, die sie um Elemente des Metal und Hard Rock anreicherten. Von Beginn an setzte das Trio auf Provokation. Sie begannen Henkersmasken zu tragen und schrieben Lieder, die vor allem obszöne und sexuelle Themen zum Inhalt hatten. Ursprünglich aus Seattle stammend, zog die Band nach Touren durch den Nordwesten der Vereinigten Staaten schließlich nach Los Angeles, Kalifornien.
1982 unterzeichneten sie einen Vertrag bei Mystic Records, die zunächst eine EP und ein Livealbum veröffentlichten. El Duce, Sänger und Schlagzeuger der Band, entwickelte sich zum Star der Band. Nach einigen weiteren Shows kam die Band in Kontakt zu Death Records, einem Tochterunternehmen von Metal Blade Records. Dort erschienen die ersten beiden regulären Alben You Axed for It und Up the Dose. Al und Tipper Gore verwendeten den Text von Anal Vapors (deutsch Analdunst) während der Anhörungen zur Einführung des Parents Music Resource Center, einer Art Selbstkontrolle gegen gewalttätige und sexuelle Musik in den Vereinigten Staaten. Auf dem Höhepunkt dieser Kampagne wurde versucht, das Lied Golden Showers zu verbieten, wobei die Band von Frank Zappa verteidigt wurde.
1989, nach einem Album für Ever Rat Records, ging die Band mit den Revolting Cocks auf Tour. Anschließend wurde die eigene Plattenfirma Mentors Records gegründet, auf der die meisten weiteren Veröffentlichungen der Band erschienen sind. Mitte der 1990er war die Band fast nur noch live zu sehen, während sich die Mitglieder anderen Projekten widmeten. Im Umfeld des Suizids von Kurt Cobain erlangte die Band, insbesondere ihr Frontmann El Duce, wieder Aufmerksamkeit. Er behauptete in dem Dokumentarfilm Kurt & Courtney, Courtney Love habe ihn als Auftragskiller engagieren wollen, um Cobain zu ermorden, und er wisse, wer es letztlich getan habe. Ebenfalls 1997 trat er in der Jerry Springer Show auf, wo er ein minderjähriges Groupie mitbrachte, einen Zuschauer ordinär beschimpfte und sich für Legalisierung von Vergewaltigung aussprach. Am 19. April 1997 starb er unter ungeklärten Umständen, als er in der Nähe seines Hauses von einem Zug überrollt wurde.
Nach seinem Tod machte die Band zunächst mit Steve Broy als Sänger weiter. Mit Clark Johnson („Moosedick“) wurde ein neuer Schlagzeuger in die Band aufgenommen. Von 2001 bis 2005 übernahm „El Rapo“ den Gesang, dann stieg Mad Dog ein, der seit 2005 wieder für Schlagzeug und seit 2008 auch für den Gesang verantwortlich zeichnet.

## Stil und Einfluss
Die Mentors spielen eine sehr primitive Musik, die eine Mischung aus Punk, Thrash Metal und normalem Metal darstellt. Die Band gab ihrer Musik selbst die Bezeichnung „Rape Rock“. Die Band hatte ihre größten Erfolge in den 1980ern und 1990ern. Trotz ihrer eher qualitativ schlechten Musik beeinflusste die Band eine Reihe von Epigonen, die ebenfalls auf Schockeffekte setzten, wie beispielsweise GG Allin oder The Dwarves. Aber auch Musiker anderer Bands, wie Anthrax, Ministry oder Faith No More zählen zu den Fans der Band. Pungent Stench coverten auf der zwischenzeitlich indizierten EP Dirty Rhymes & Psychotronic Beats das Lied The Four F Club.
Steve Broy ist außerdem Bassist der Band Kill Allen Wrench.

## Diskografie

### Studioalben
- 1985: You Axed for It (Death Records)
- 1986: Up the Dose (Death Records)
- 1989: Sex Drugs and Rock ’n’ Roll (Ever Rat Records)
- 1990: Rock Bible (Eigenproduktion)
- 1991: To the Max (Eigenproduktion)
- 2004: Long Live Porn Rock (Split-LP mit Shikshadle, Hard Pecker)
- 2005: Over the Top (Eigenproduktion)
- 2009: Duceifixion (Eigenproduktion)

### EPs und Singles
- 1981: Get Up and Die (Mystic Records)
- 1982: Trash Bag (Eigenproduktion)
- 1987: Live in Frisco (Mystic Records)
- 2000: Motel 7 (Split-EP mit Hammerhawk)
- 2009: Oblivion Train (Stool Sample)

### Livealben und Kompilationen
- 1983: Live at the Whiskey/Cathey De Grande (Mystic Records)
- 1994: Houses of the Horny (Kompilation, MC, Eigenproduktion)
- 2004: Live (Rape Rock Is Disgusting … and Popular) (Mystic Records)

### Videos und DVDs
- 1991: The Wretched World of the Mentors (VHS, Eigenproduktion)
- 1991: Tour de Max ’91 (VHS, Eigenproduktion)
- 1991: A Piece of Sinema (VHS, Eigenproduktion)
- 2007: El Duce Vita (DVD, MVD Audio)